# Семпионе (Варезе)
Семпионе је насеље у Италији у округу Варезе, региону Ломбардија.
Према процени из 2011. у насељу је живело 62 становника. Насеље се налази на надморској висини од 275 м.